# Fez2
Фасцикуляционный и удлиняющий белок дзета-2, сокращённо FEZ-2 или FEZ2 — это белок, который у человека кодируется геном FEZ2, находящимся на коротком плече 2-й хромосомы человеческого генома. Длина аминокислотной последовательности этого белка составляет 353 аминокислоты. Молекулярная масса этого белка составляет 39 666 дальтон.
Этот ген является гомологичным (точнее, ортологичным) гену C. elegans UNC-76, который критически необходим для нормального роста аксонов нейронов и их правильного сбора в нервные пучки, волокна и тракты. Другие известные гомологи этого гена включают в себя ген крысы и мыши, который кодирует белок зигин II. Этот белок способен связываться с синаптотагмином.

## Взаимодействия с другими белками
Показано, что белок FEZ2 взаимодействует с протеинкиназой C подтипа дзета.

## Список литературы
- Ranes-Goldberg M. G., Hori T., Mohan-Peterson S., Spits H. Identification of human pre-T/NK cell-associated genes (англ.) // J. Immunol. : journal. — 1993. — Vol. 151, no. 10. — P. 5810—5821. — PMID 8228263.
- Kolle G., Georgas K., Holmes G. P. et al. CRIM1, a novel gene encoding a cysteine-rich repeat protein, is developmentally regulated and implicated in vertebrate CNS development and organogenesis (англ.) // Mech. Dev.[англ.] : journal. — 2000. — Vol. 90, no. 2. — P. 181—193. — doi:10.1016/S0925-4773(99)00248-8. — PMID 10642437.
- Hu R. M., Han Z. G., Song H. D. et al. Gene expression profiling in the human hypothalamus-pituitary-adrenal axis and full-length cDNA cloning (англ.) // Proceedings of the National Academy of Sciences of the United States of America : journal. — 2000. — Vol. 97, no. 17. — P. 9543—9548. — doi:10.1073/pnas.160270997. — PMID 10931946. — PMC 16901.
- Strausberg R. L., Feingold E. A., Grouse L. H. et al. Generation and initial analysis of more than 15,000 full-length human and mouse cDNA sequences (англ.) // Proceedings of the National Academy of Sciences of the United States of America : journal. — 2003. — Vol. 99, no. 26. — P. 16899—16903. — doi:10.1073/pnas.242603899. — PMID 12477932. — PMC 139241.
- Surpili M. J., Delben T. M., Kobarg J. Identification of proteins that interact with the central coiled-coil region of the human protein kinase NEK1 (англ.) // Biochemistry : journal. — 2004. — Vol. 42, no. 51. — P. 15369—15376. — doi:10.1021/bi034575v. — PMID 14690447.
- Fujita T., Ikuta J., Hamada J. et al. Identification of a tissue-non-specific homologue of axonal fasciculation and elongation protein zeta-1 (англ.) // Biochem. Biophys. Res. Commun. : journal. — 2004. — Vol. 313, no. 3. — P. 738—744. — doi:10.1016/j.bbrc.2003.12.006. — PMID 14697253.
- Hillier L. W., Graves T. A., Fulton R. S. et al. Generation and annotation of the DNA sequences of human chromosomes 2 and 4 (англ.) // Nature : journal. — 2005. — Vol. 434, no. 7034. — P. 724—731. — doi:10.1038/nature03466. — PMID 15815621.
- Assmann E. M., Alborghetti M. R., Camargo M. E., Kobarg J. FEZ1 dimerization and interaction with transcription regulatory proteins involves its coiled-coil region (англ.) // J. Biol. Chem. : journal. — 2006. — Vol. 281, no. 15. — P. 9869—9881. — doi:10.1074/jbc.M513280200. — PMID 16484223.